# Route nationale 66
La route nationale 66 (RN 66 o N 66) è una strada nazionale francese lunga 284 km che partiva da Bar-le-Duc e terminava a Saint-Louis. Oggi il percorso è stato ridotto al tragitto da Remiremont a Mulhouse.

## Percorso
Da Bar-le-Duc risaliva la valle dell’Ornain in direzione sud-est: oggi questo tratto è assegnato alla N135. Incrociava la N4 a Ligny-en-Barrois, dopo la quale oggi ha il nome di D966, e continuava lungo l’Ornain fino a Gondrecourt-le-Château. Nel dipartimento dei Vosgi prende il nome di D166. Dopo un tratto in comune con la N64 da Greux a Neufchâteau, virava ad est e raggiungeva Mirecourt ed Épinal.
In seguito possedeva un altro tratto in comune, questa volta con la N57, che arrivava a Remiremont seguendo la Mosella. Qui comincia l’attuale N66 che risale ancora la valle fino alla sorgente del fiume, quindi valica i Vosgi e ridiscende a Cernay tramite la valle della Thur. Sull’A36 trova fine l’odierna statale, che prima del 2006 proseguiva per Mulhouse (oggi come D68) e poi per Saint-Louis ed il confine svizzero tra questa città e Basilea, punto d’arrivo della strada originaria.